# Macarophaeus
Macarophaeus là một chi nhện trong họ Gnaphosidae.